# Rajić (żupania sisacko-moslawińska)
Rajić – wieś w Chorwacji, w żupanii sisacko-moslawińskiej, w mieście Novska. W 2011 roku liczyła 875 mieszkańców.